# Skødstrup
Skødstrup is een plaats in de Deense regio Midden-Jutland, gemeente Aarhus. De voorstad van Aarhus grenst direct aan Løgten. Het dorp is per trein verbonden met het centrum van Aarhus.